# 南オセチアの国章
南オセチアの国章（みなみオセチアのこくしょう）は、ジョージアから事実上独立状態にある南オセチア共和国の国家のシンボル（国章）である。また、ジョージア政府が承認している「南オセチア暫定行政組織」（Provisional Administration of South Ossetia）も同様の紋章を用いる。

## 南オセチア共和国
国章は、南オセチア共和国政府が1998年に制定したもので、北オセチア・アラニア共和国の国章のデザインに基づいている。そのおおもとは、バグラティオニ朝グルジア王国の王子で地理学者・歴史学者・科学者としても知られたヴァフシティ王子が1735年に作った意匠にある。紋章の中には、カフカス山脈の代表的な動物である黄色いユキヒョウ（絶滅の危機に瀕している）が描かれており黄色の大地の上に立っている。その背景には白い高山がそびえ7つの頂が見えている。上は赤い空になっている。赤・白・黄は北オセチアおよび南オセチア両方の国旗の色である。
円形の紋章の周囲には白い帯がありその縁は波型模様になっている。帯には、下半分にロシア語で「南オセチア共和国」（Республика Южная Осетия）、上半分にはキリル文字表記のオセット語で「南オセチア共和国」（Республикæ Хуссар Ирыстон）の国名が書かれている。2つの国名の間には、南オセチアの国旗の色である赤・白・黄色が巴状になった小さい円が配されている。

## 南オセチア暫定行政組織
南オセチア暫定行政組織も、北オセチア・アラニアの国章と同様の紋章を用いている。赤い円の上に、ぶちのある黄色いユキヒョウが大またで歩き黄色い大地の上に立ち、背景には7つの白い山がある。ただし周囲の輪状の帯はなく、下にはグルジア文字で行政組織の名が書かれている。